# Sonata iz pepela
Sonata iz pepela je dokumentarni televizijski esej u trajanju od 44 minute, o mladom kompozitoru i pijanisti Gideonu Klajnu, reditelja Slobodana Ž. Jovanovića, a u proizvodnji Radio-televizije Srbije 1995. godine.
Emisija je bila uvršćena u zvaničnu selekciju Internacionalnog festivala „Zlatni Prag“ u Pragu 1996. godine gde je postigla zapažen uspeh.
Dokumentarna emisija o životu i radu Gideona Klajna, jednog od logoraša logora Terezin. Dokumenti dobijeni od sestre Eliške, muzeja u Terezinu, Pragu i Izraelu svedoče o čoveku čiji je život završio u pepelu logora Aušvic iz kojeg se njegovo delo, kompozicija nazvana Terezin Sonata, nastala 1943—1944, još uvek uzdiže. Pored dokumenata u emisiji učestvuju i pijanistkinja Nada Kolundžija koja izvodi Terezin Sonatu Gideona Klajna i ansambl „Huliot“ koja peva jevrejske pesme o stradanju.

## Autorska ekipa
- Reditelj Slobodan Ž. Jovanović
- Adaptacija teksta Slobodan Ž. Jovanović
- Scenario Slobodan Ž. Jovanović i Ildi Ivanji
- Scenograf Sava Aćin

## Učestvuju
- Nada Kolundžija
- Ivan Jagodić
- Ansambl Huliot

## Spoljašnje veze
- Sonata iz pepela на веб-сајту  (језик: енглески)
- http://holocaustmusic.ort.org/places/theresienstadt/klein-gideon/
- Sonata from the Ashes - Sonata iz pepela на веб-сајту